# Feliniopsis confundens
Feliniopsis confundens är en fjärilsart som beskrevs av Walker 1857. Feliniopsis confundens ingår i släktet Feliniopsis och familjen nattflyn. Inga underarter finns listade i Catalogue of Life.